# Bard Iucundus
Bard Iucundus (rojen Leobard Oblak), slovenski slikar, * 21. februar 1949, Ljubljana, † 27. julij 1986, Ljubljana.
Leta 1973 je diplomiral na Akademiji za likovno umetnost v Ljubljani in se v letih 1977/78 izpopolnjeval v Parizu. Ukvarjal se je tudi z grafiko, knjižno opremo, gledališko scenografijo in kostumografijo ter poezijo. Kot član Skupine 441 je sooblikoval manifest baročnega surrealizma (1967) in sodeloval pri ustanovitvi Literarnega gledališča Pupilija Ferkeverk (1969).
V Iucundusovem slikarstvu je zaznaven razpon od simbolne arhetipike, oprte na filozofski sistem kabale (1972 - 75), prek razmišljanja o nastanku duha in materije (imaginarni pejsaži iz 1974 - 75) do naravne figuralike (moški portreti iz 1977 - 86, ki se navezujejo na umetnost F. Goye, W. Hogartha, H. Daumiera, G. Boldonija). Tako kot slike je tudi risbe ustvarjal v ciklih (Prikazni, 1980; Abecedni preroki, 1981; Lastniki besed, 1982; Občasni demagogi, 1984; Ameriški ciklus, 1984 - 85).
Iucundus se uvršča med umetnike anahroniste, interprete zgodovinskega sporočila slikarstva od manierizma do romantike.